# Linda Linda
«Linda Linda» (リンダ リンダ?) es un sencillo de la banda de rock japonesa The Blue Hearts que fue lanzado por primera vez el 1 de mayo de 1987. Letra y música fueron escritas por Hiroto Komoto, vocalista de la banda, y fue organizada por The Blue Hearts. Alcanzó el puesto # 38 en la lista Oricon durante su año de publicación.
Sigue siendo una de las canciones más populares del grupo y fue incluida en muchos de sus discos, entre ellos West Side Story, un álbum recopilatorio lanzado en 1995. Fue relanzado como sencillo el 6 de febrero de 2002.
La cara B del sencillo fue "Boku wa Koko ni Tatteiru Yo" (僕 は ここ に 立っ て いる よ estoy aquí de pie), que fue escrito por Masatoshi Mashima, el guitarrista de la banda.

## Grabaciones originales
Hay una diferencia notable en el arreglo de guitarra y la mezcla de sonido entre la versión de Linda Linda como sencillo y su lanzamiento en el álbum, The Blue Hearts. Los miembros de la banda aceptaron este cambio para el álbum, ya que representa la evolución desde sus días de aficionados a tocar en conciertos en vivo como cabezas de cartel. Aún así, la versión del sencillo es la que se reproduce normalmente en la televisión y en los anuncios.

## Medios relacionados
La canción ha aparecido muchas veces en la cultura popular, además de ser fundamental para la trama de la película japonesa de 2005 Linda Linda Linda, que va acerca de una banda de chicas de secundaria que tocan versiones de The Blue Hearts.
La canción fue versionada por el cantante estadounidense Andrew WK en su álbum de 2008, The Japan Covers.
Aparece en los juegos de Nintendo DS, Osu! Tatakae! Ouendan como la canción en la etapa de dueño de una tienda de ramen, y Meccha! Taiko no Tatsujin DS: 7tsu no Shima no Daibouken. Y en el juego de Nintendo Wii, Taiko no Tatsujin Wii: Don Don to 2 Daime. También fue lanzado como la canción del personaje Kida Masaomi de Durarara!! en el primer DVD.
En el anime The Rolling Girls aparece una versión de la canción.
La banda de punk rock formada completamente por mujeres The Linda Lindas toma su nombre de esta canción. Incluyeron una versión de la canción en su álbum de 2022 Growing Up como bonus track.
La canción aparece en la película de 2021 Mixtape.